# Os Anos de Aprendizado de Wilhelm Meister

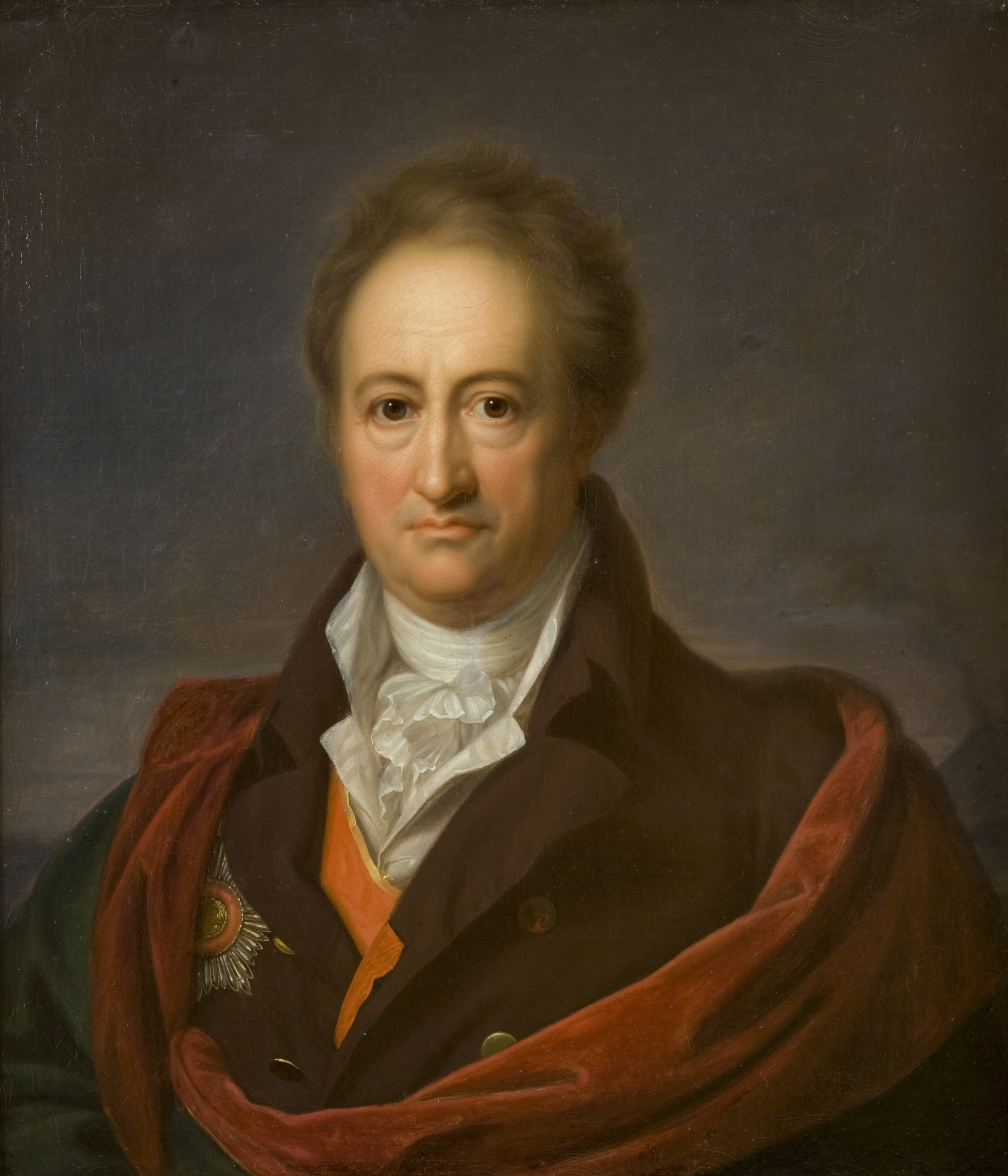
Johann Wolfgang von Goethe, autor da obra.

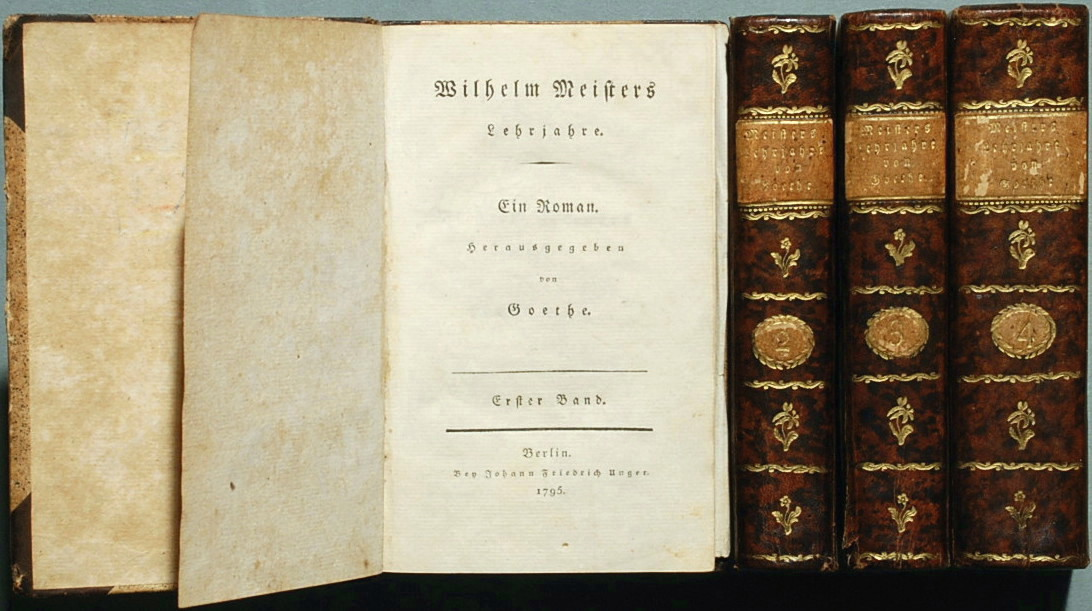
Edição de 1795 da obra.

Wilhelm Meisters Lehrjahre (Os Anos de Aprendizado de Wilhelm Meister) é um romance do escritor alemão Johann Wolfgang von Goethe, designada como a obra que originou o Bildungsroman ("romance de aprendizado" ou "de formação"), um tipo de romance em que a personagem principal sofre um processo de desenvolvimento espiritual, psicológico, social e político.
O romance é dividido em oito livros, dos quais cinco são uma remessa teatral (Theatralische Sendung). Essa remessa teatral surgiu entre 1777 e 1786, mas apenas vinte anos depois foi publicada como romance.

## Enredo
Nesse romance, Goethe narra as aventuras do jovem Wilhelm Meister e consequentemente seu desenvolvimento espiritual, psicológico e social. Filho de um casal de comerciantes da classe média alta, contrariando seus pais se apaixona por uma atriz e pelo teatro. Com um grupo de teatro viaja por toda a Alemanha, conhecendo muitos povoados e cidades daquela época. Em breve começa a descobrir que não tem vocação para a vida de artista, mas que prefere curtir as coisas simples da vida, sonha em ter filhos e um casamento feliz. É nesse meio tempo que Wilhelm é conduzido a uma sociedade secreta, a Sociedade da Torre (Turmgesellschaft). Ele descobre que esse grupo de nobres formou uma sociedade com o fim de ajudar vários jovens a alcançarem o desenvolvimento e a formação que eles desejam. Há muito tempo, essa sociedade secreta acompanhava Wilhelm, enviando pessoas para influenciá-lo em suas decisões e em sua visão de mundo. A sociedade informa Wilhelm que seus anos de aprendizado terminaram e que ele está maduro para seguir em frente. Ele se alegra com essa notícia e decide se dedicar exclusivamente a Félix, filho da sua primeira paixão. Sua maior preocupação é achar uma mãe para seu filho e é quando ele reencontra uma antiga paixão, Natálie, e se casa com ela. Natálie é inclusive uma integrante da Sociedade da Torre, fica a dúvida se a decisão de se casar com ela realmente foi de Wilhelm ou se a sociedade continua a influenciar suas decisões através de seus integrantes.

## Análise
Ao ser publicado, o romance foi enquadrado como um Bildungsroman, onde o protagonista anseia por um desenvolvimento pessoal e o alcança através da utópica e iluminista Sociedade da Torre e não através da arte, como pensava anteriormente. Mais tarde, o romance também foi reconhecido como um documento histórico, pois retrata com muita exatidão a sociedade da segunda metade do século XVIII, como por exemplo a relação entre a nobreza e a burguesia, a função da arte, a influência da Maçonaria no Iluminismo e o Pietismo.